# Uprising (film)
Uprising (originaltitel: Jeon, Ran) är en sydkoreansk historisk dramafilm från 2024, regisserad av Kim Sang-man efter ett manus skrivet av Kim tillsammans med Park Chan-wook och Shin Chul. Filmen hade premiär på strömningstjänsten Netflix den 11 oktober 2024.

## Handling
Filmen utspelar sig under Joseon-eran, under en tumultartad tid i efterdyningarna av kriget och kretsar kring två barndomsvänner som har blivit fiender.

## Rollista (i urval)
- Gang Dong-won – Cheon Yeong
- Park Jeong-min – Jong-ryeo
- Kim Shin-rok – Bumdong
- Jin Seon-kyu – Kim Ja-ryeong
- Jung Sung-il – Genshin
- Cha Seung-won – kung Seonjo